# 3888 Hoyt
3888 Hoyt eller 1984 FO är en asteroid i huvudbältet som upptäcktes den 28 mars 1984 av den amerikanska astronomen Carolyn S. Shoemaker vid Palomar-observatoriet. Den är uppkallad efter journalisten William Graves Hoyt.
Asteroiden har en diameter på ungefär 5 kilometer och den tillhör asteroidgruppen Phocaea.